# 마름모삼십면체
마름모삼십면체는 카탈랑의 다면체의 일종으로, 서른 개의 마름모를 이용하여 만들어진 다면체이다. 마름모의 예각의 경우 한 꼭지점에 5개, 둔각의 경우 한 꼭지점에 3개씩, 예각은 예각끼리, 둔각은 둔각끼리 모인다. 쌍대는 십이이십면체로, 이면각은 144º이다.

마름모삼십면체

## 공식
한 모서리의 길이가 {\displaystyle a}인 마름모삼십면체의 겉넓이 {\displaystyle A}와 부피 {\displaystyle V}는 다음과 같다.
{\displaystyle A=12{\sqrt {5}}~a^{2}}
{\displaystyle V=4{\sqrt {5+2{\sqrt {5}}}}~a^{3}}

## 다른 도형들과의 관계
쌍대다면체는 십이이십면체이다. 마름모의 둔각 3개가 모인 꼭짓점 20개를 이으면 정십이면체가 되고, 마름모의 예각 5개가 모인 꼭짓점 12개를 이으면 정이십면체가 된다. 이 방법으로 만든 정십이면체와 정이십면체를 겹치면 서로의 모서리 중앙 부분이 완전히 겹치는 복합체가 된다.
3차원 쌍곡 공간을 채울 수 있다.